# Gortyn

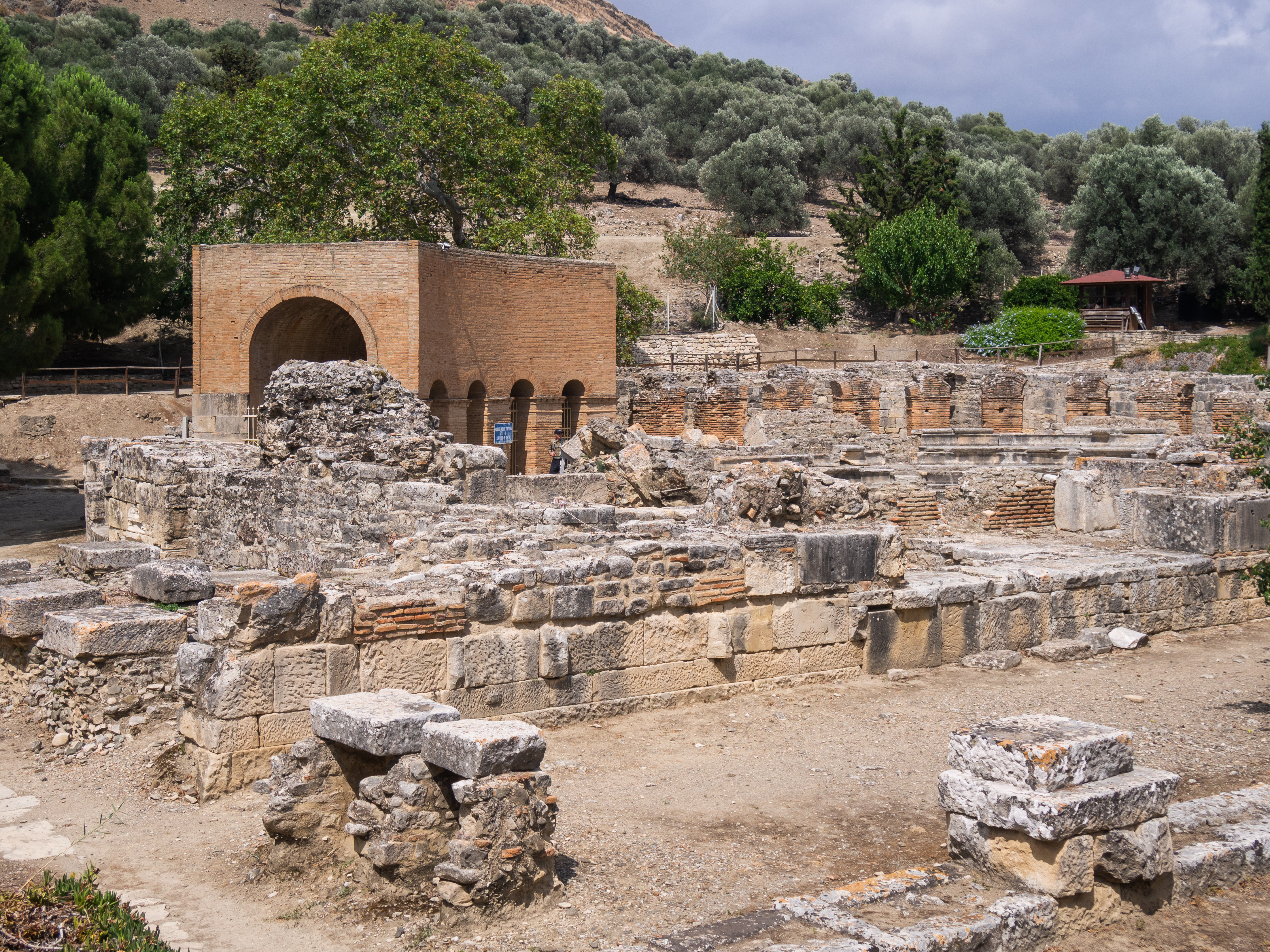
Den romerska amfiteatern vid Gortyn där delar av stenen som innehöll lagen återanvändes som byggnadsmaterial.

Gortyn (grekiska Γορτυς, Gortys, även Γορτύν, Gortun och Γόρτυνα, Gortuna) är en stad på den grekiska ön Kreta, belägen 45 kilometer från huvudstaden Iraklion. Staden var mycket betydelsefull under den minoiska civilisationen.
Gortyn, som var den romerska huvudstaden på Kreta, blev bebott omkring 3000 f.Kr. och var en blomstrande minoisk stad mellan omkring 1600 och 1100 f.Kr. Under klassisk romersk tid var den en högkultur, men förstördes vid den arabiska invasionen år 824.
För samtiden är Gortyn i västvärlden i första hand känd för den 1884 upptäckta Gortyns lagkodex, som både är den äldsta och bäst bevarade lagsamlingen från den grekiska antiken. Kodexen hittades på Odeon, en byggnad kejsar Trajanus lät uppföra genom att återanvända stenar från äldre byggnadsverk. Stenarna visade sig innehålla inskriptioner, vilka var denna lagtext från omkring 450 f.Kr. Enligt grekisk tradition var Kreta också platsen där lagen hade uppkommit.
I den grekiska mytologin var Gortyn den plats där Zeus hade en av sina kärleksaffärer, den med Europa, som guden, förvandlad till en tjur, lät hämta från Libanon. Världsdelen Europa är uppkallad efter den mytologiska kvinnan, som enligt myten födde Zeus’ förste son under en platan på Gortyn. Orten Gortyn är uppkallad efter sonen till kungen av Kreta, Rhadamantys, och brodern till Minos.